# Мексико (Індіана)
Мексико (англ. Mexico) — переписна місцевість (CDP) в США, в окрузі Маямі штату Індіана. Населення — 915 осіб (2020).

## Географія
Мексико розташоване за координатами 40°48′51″ пн. ш. 86°6′37″ зх. д. / 40.81417° пн. ш. 86.11028° зх. д. (40.814166, -86.110406).  За даними Бюро перепису населення США в 2010 році переписна місцевість мала площу 14,21 км², з яких 14,03 км² — суходіл та 0,17 км² — водойми.

## Демографія
Згідно з переписом 2010 року, у переписній місцевості мешкало 836 осіб у 363 домогосподарствах у складі 257 родин. Густота населення становила 59 осіб/км².  Було 383 помешкання (27/км²).
Расовий склад населення:
| - 97,2 % — білих - 1,3 % — корінних американців - 0,2 % — чорних або афроамериканців - 0,1 % — азіатів |

До двох чи більше рас належало 1,0 %. Частка іспаномовних становила 0,8 % від усіх жителів.
За віковим діапазоном населення розподілялося таким чином: 19,9 % — особи молодші 18 років, 62,9 % — особи у віці 18—64 років, 17,2 % — особи у віці 65 років та старші. Медіана віку мешканця становила 46,3 року. На 100 осіб жіночої статі у переписній місцевості припадало 100,5 чоловіків;  на 100 жінок у віці від 18 років та старших — 96,5 чоловіків також старших 18 років.
Середній дохід на одне домашнє господарство  становив 56 489 доларів США (медіана — 49 397), а середній дохід на одну сім'ю — 63 468 доларів (медіана — 56 125). 
Цивільне працевлаштоване населення становило 377 осіб. Основні галузі зайнятості: виробництво — 31,3 %, освіта, охорона здоров'я та соціальна допомога — 12,7 %, публічна адміністрація — 11,1 %, транспорт — 10,3 %.